# Погоня за смертю (фільм, 2000)
Пого́ня за сме́ртю (англ. A Friday Night Date) — американо-канадський трилер 2000 року.

## Сюжет
Вийшовши після занять з коледжу, Джим Тревіс заступається за чарівну студентку Соню Волкер, до якої надто залицявся однокурсник, і пропонує підвезти її до будинку. Сідаючи в машину, Джим і Соня і не підозрювали, що звичайна поїздка може перетворитися на справжнє пекло. Несподівано з'явився величезний джип і починає всюди перслідувати нещасну пару. Наганяючи свої жертви на шосе, занедбаних пустирях і звивистому серпантині, загадкові переслідувачі стануть примарою смерті, яка наближається.

## У ролях
- Каспер ван Дін — Джим Тревіс
- Даніель Бретт — Соня Волкер
- Джозеф Гріффін — Бо Тейлор
- Кетрін Оксенберг (в титрах: Catherine Van Dien) — жінка з лісової служби
- Чак Бірн — Ларрі
- Ентоні Тулло — Зак
- Джеймс Міллінгтон — поліцейський Девіс
- Джеймс Бінклі — поліцейський
- Вейн Лам — касир на АЗС